# بیسکوپیتسه (شهرستان اولسنو)
بیسکوپیتسه (به لهستانی:  Biskupice) یک روستا در لهستان است که در گمینا رادووو (استان اوپوله) واقع شده‌است. بیسکوپیتسه ۴۳۵ نفر جمعیت دارد.